# Подільський район (Кропивницький)
Поді́льський райо́н — один з двох районів Кропивницького, розташований у південно-східній частині міста. Утворений Указом Президії Верховної Ради Української РСР від 22 грудня 1973 року під назвою «Ленінський».
У вересні 2011 р. була спроба перейменувати район на Шевченківський, проте більшість депутатів проігнорували дану ініціативу.
7 липня 2015 р. більшістю голосів районна рада підтримала депутатський запит зі зверненням до Кіровоградської міської ради щодо перейменування району на Шевченківський.
19 лютого 2016 року розпорядженням міського голови Ленінський район було перейменовано на Подільський.

## Населення
86,8 тис. чол. (постійна кількість 84,5 тис. чол. на 01.01.2007 р.). Середній вік населення — 38,3 роки. Пенсіонерів 23,7 тис. осіб. Учасників Другої Світової війни — 8,1 тис. осіб. Інвалідів — 3856. Кількість громадян, які постраждали внаслідок аварії на ЧАЕС — 1055 осіб.

## Фізико-географічна характеристика району

### Ландшафт
Рельєф району — пагорбкуватий, характер забудови — чередування багатоповерхівок та одноповерхових будинків.

### Клімат
Клімат району континентальний, помірний, теплий. Середньорічна температура повітря 7-8°С. Зима мало снігова, м'яка з частими відлигами. Середньомісячна температура холоднішого періоду зими −5-8°С. Разом з тим, хоч і рідко, трапляються холодні зими, коли температура падає до −30°С. При різких змінах температур взимку в районі часто виникають тумани, ожеледь. Особливості для атмосферних процесів області обумовлюють різноманітність умов погоди таких як зливи, град, сильний вітер, суховії, пилові бурі, заморозки, ожеледь та інше. В окремих випадках вони набувають катастрофічного характеру і приносять великі збитки об'єктам господарювання та населенню. Найбільша кількість опадів випадає в теплий період року (квітень — жовтень). Середньорічна кількість опадів по району — 470—510 мм. Сніг випадає кожну зиму і лежить біля 4-х місяців.

## Економіка

### Промисловість
На території району діє 32 промислових підприємства:
- машинобудівна і металообробна промисловість — 16
- промисловість будматеріалів — 4
- легка промисловість — 7
- скляна і порцелянова промисловість — 1
- харчова промисловість — 4.

Річний обсяг промислової продукції становить понад 370,0 млн грн.
На території району розташовані:
- Кіровоградська обласна державна телерадіокомпанія
- Кіровоградська регіональна торгово-промислова палата
- Міжнародна авіакомпанія «Чайка».

### Підприємства технічного та побутового обслуговування
- будинок побуту — 1
- по індпошиву та ремонту одягу — 6
- по пошиву та ремонту взуття — 9
- чистка одягу та прання білизни — 4
- лазень — 1
- по ремонту та технічному обслуговуванню автомобілів — 8
- по ремонту побутової техніки — 2
- фотоательє — 4
- перукарні — 18

Всього: 53

### Торгівля
- ринки — 2 (центральний, автомобільний)
- міні ринки — 8
- магазини — 202 в тому числі
  - продовольчі — 73
  - непродовольчі — 129

### Підприємства громадського харчування
- ресторани — 12
- кафе — 106

## Зв'язок
- головпоштамт — 1
- поштових відділень — 8
- Кропивницька дирекція «Укртелеком»
- Кропивницька філія ЗАТ «Утел»
- «Київстар»
- «МТС»

## Дороги, вулиці, площі
Загальна кількість вулиць, площ — 309 одиниць
- Площа доріг з твердим покриттям — 700,1 тис. м².
- Довжина доріг з твердим покриттям — 78 км.

Площа доріг, відсипаних щебенем та відсівом — 787,1 тис. м². Довжина доріг відсипаних щебенем та відсівом — 133,3 км.
- Площа ґрунтових доріг — 140,7 тим. м².
- Довжина ґрунтових доріг — 18 км.

## Парки
Площа скверів — 98,5 тис. м².
- сквер «Молодіжний» — 33,5 тис. м².
- сквер «Центральний» — 7,9 тис. м².
- сквер «Трудової слави» — 3,1 тис. м².
- сквер по вул. Маланюка — 21,7 тис. м².
- сквер «Шибанова» — 13,5 тис. м².
- сквер «Бориса Вінтенка» — 5,2 тис. м².
- сквер «Шевченка» — 8,8 тис. м².
- сквер біля вічного вогню — 4,8 тис. м².

Площа парків — 32,1 гектарів
- парк «Ковалівський» — 8,3 га.
- парк «Перемоги» — 23,8 га.

Площа зелених масивів — 191,2 гектарів
- фортеця Святої Єлизавети — 10,4 га.
- Далекосхідне кладовище — 23,8 га.
- Салганні піски — 157,0 га.

Кладовища — 142, га.
- Далекосхідне — 125,0 га.
- Масляниківське — 15,0 га.
- Завадівське — 2,0 га

## Житловий фонд
- загальна площа багатоповерхових будинків — 995184 м².

чисельність мешканців — 47,2 тис. чол.
- кількість будинків приватного сектору — 12182 буд.

чисельність мешканців — 39,0 тис. чол.

## Культурно-просвітницькі заклади
- бібліотеки — 4 (втому числі 17 філіалів)
- книжковий фонд — 880990 екземплярів
- кількість читачів — 32680 осіб
- кінотеатри — 1
- Палац культури — 1
- будинок культури — 1
- Державна обласна філармонія — 1
- Драматичний театр — 1
- Обласний театр ляльок — 1

У Подільському районі споруджено 18 пам'ятників і пам'ятних знаків.

## Релігійні та культові заклади
- Свято-Преображенський собор — 1 (вул. Преображенська)
- Українська автокефальна православна церква (вул. Покровська)
- Українська православна церква Київський Патріархат (с. Гірниче) — 1
- Синагога — 1

## Освіта
Кількість загальноосвітніх шкіл — 14
в тому числі:
- колегіум
- гімназія

(в них навчається — 12720 учнів)
На території району розташовані:
- школа мистецтв гуманітарно-естетичного профілю
- музичні школи — 2
- хореографічний ліцей
- педагогічний університет ім. В. Винниченка
- педагогічна академія
- інститут комерції
- університет розвитку людини «Україна»
- Кропивницька філія національного університету внутрішніх справ

## Соціальний захист населення
Всього пенсіонерів — 23783 особи, з них похилого віку — 18765. На території району розташовані соціальні заклади:
- Управління праці та соціального захисту населення — 1
- Територіальний центр обслуговування пенсіонерів та одиноких непрацездатних громадян Подільського району — 1
- Психоневрологічний інтернат — 1

## Охорона здоров'я
На території району розташовано 10 лікувально-профілактичних закладів
- кількість ліжок — 1242
- аптек — 28

## Спорт
На території району розташовані:
- стадіон «Зірка»
- спортивний комплекс педуніверситету
- школа олімпійського резерву «Колос»
- стадіон «Спартак» АРЗ

## Колективні товариства
- гаражні кооперативи — 11

кількість членів гаражних кооперативів — 3841 чол.
- гаражні автостоянки — 14

кількість місць — 2600

## Громадські організації та політичні партії
- квартальні комітети — 24
- Рада ветеранів — 1
- кількість політичних партій — 59